# Макс Еттінгер
Макс Еттінгер (нім. Max Ettinger; нар. 27 грудня 1874, Львів — пом. 19 липня 1951, Базель) — австрійсько-німецько-швейцарський композитор і диригент.

## Життя
Еттінгер народився у Львові, був онуком головного рабина Львова і сином поміщика Герца Еттінгера. Його мати, Ернестіна Ландау, дала йому першу музичну освіту. Його вчили репетитори в маєтку його батьків, і він здав випускний іспит в старій німецько-польській гімназії у Львові. У Берліні він намагався поступити у вищу музичну школу, але його не прийняли. Там він отримав приватні уроки гармонії і композиції Генріха фон Герцогенберга і Генріха ван Айкена в 1899 році. З 1900 по 1903 рік він навчався у Мюнхенській вищій школі музики і театру в Йозефа Габріеля Райнбергера, Віктора Глута і Людвіга Тюйля, у останнього приватно до 1905 року. В 1906 році він працював диригентом в Саарбрюкені і в 1910 році у Любеку, але за станом здоров'я залишив цю роботу. З 1911 року він знову жив у Мюнхені та працював композитором, де в 1913 році одружився з Йозефіною Крісак.
У 20-х роках Еттінгер успішно працював композитором, його літературні опери виконувались у Нюрнберзі, Гамбурзі, Мюнхені, Кілі й Лейпцигу. Також знову працював диригентом у Лейпцигу (1920—1929) та Берліні (1929—1933). У 1933 році він емігрував до Швейцарії, маючи австрійське громадянство, оскільки сам народився у Львові, і оселився в Асконі, де вже володів будинком. З Аншлюсом він став громадянином Німеччини, але його німецьке громадянство було анульоване, коли були депортовані єврейські емігранти. Еттінгер втратив свій будинок в результаті банкрутства банку і отримав підтримку швейцарської ізраїльської організації з надання допомоги бідним. Еттінгер створював оркестрові твори та камерну музику, а також музику до культурних фільмів. Еттінгер помер у Базелі в липні 1951 року в 76-річному віці й був похований у Цюриху. Його дружина померла через кілька днів після його смерті.
Культурний спадок Еттінгера сьогодні знаходиться в бібліотеці Israelitische Cultusgemeinde Zürich.

## Подальше читання
- Івана Рентш : Макс Еттінгер. Ein kommentiertes Werkverzeichnis . Berner Veröffentlichungen zur Musikforschung, вип. 2. Берн 2010.ISBN 978-3-0343-0349-1
- Івана Рентш: «Jüdische» Musik aus dem Schweizer Exil: Макс Еттінгер в Асконі. У «La musica nella Svizzera italiana», під редакцією Карло Піккарді, Novalles 2003 (примітки до блоку 48), pp. 259 , текст = Інтернет (PDF 3,6 МБ) .
- Joseph Walk[de] (ред.): Kurzbiographien zur Geschichte der Juden 1918—1945. Під редакцією Інституту Лео Бека, Єрусалим. Саур, Мюнхен 1988,ISBN 3-598-10477-4 .